# Benjamin Dean Wyatt

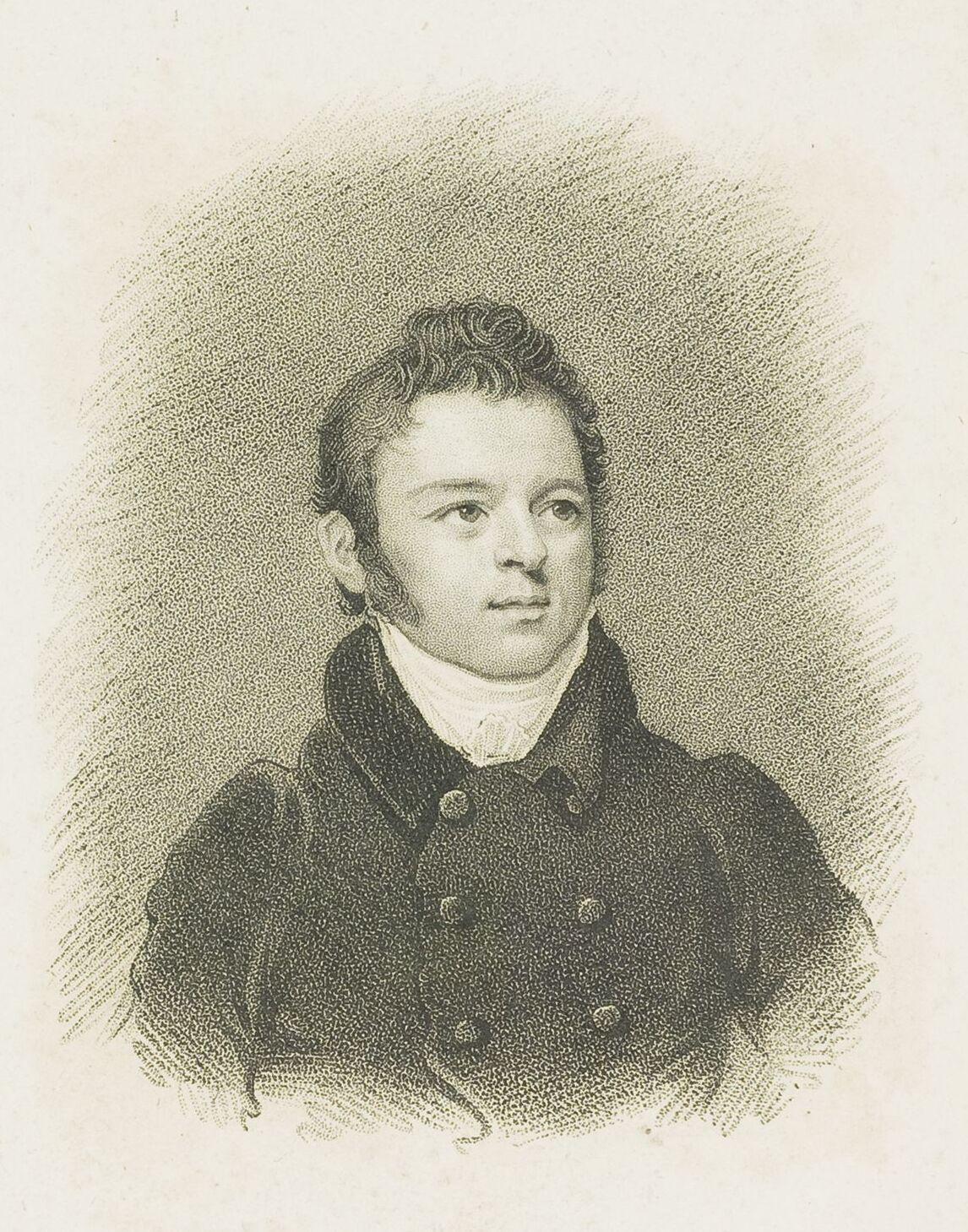
Benjamin Wyatt

Benjamin Dean Wyatt (* 1775; † 1852) war ein englischer Architekt und wurde von seinem Vater, dem Architekten James Wyatt, ausgebildet.
Wyatt besuchte die Westminster School in London und studierte am Christchurch College in Oxford. Von 1813 bis 1827 war er als Bausachverständiger für die Instandhaltung der Westminster Abbey zuständig.
Zu Wyatts bekannten Arbeiten gehören das Drury Lane Theatre (1811) in London sowie das Crockford’s Club House (1827) in der Londoner St James’s Street. Zusammen mit Charles Barry schuf er große Teile des Interieurs im Lancaster House, das sich in London an der Prachtstraße The Mall auf dem Grundstück gleich neben  St James’s Palace befindet.
Am Apsley House, Hyde Park Corner, führte Wyatt im Auftrag des Herzogs von Wellington, der das Haus 1817 erworben hatte, Umbauten aus. Im Zuge dieser Arbeiten erhielt das Bauwerk seinen klassizistischen Säulenvorbau sowie sein Verblendmauerwerk aus honigfarbenem Kalkstein.

## Auswahl von Arbeiten

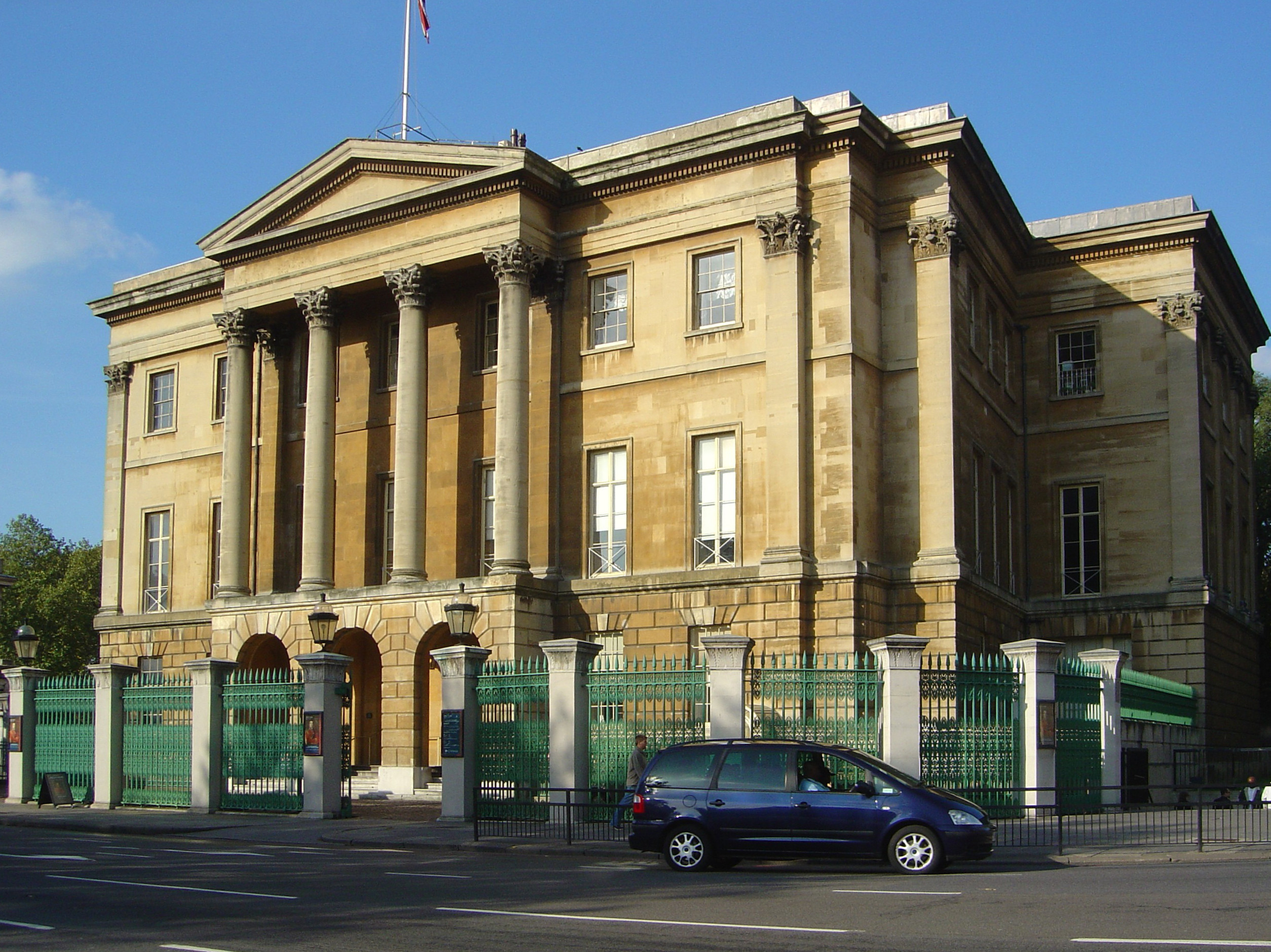
Apsley House, London
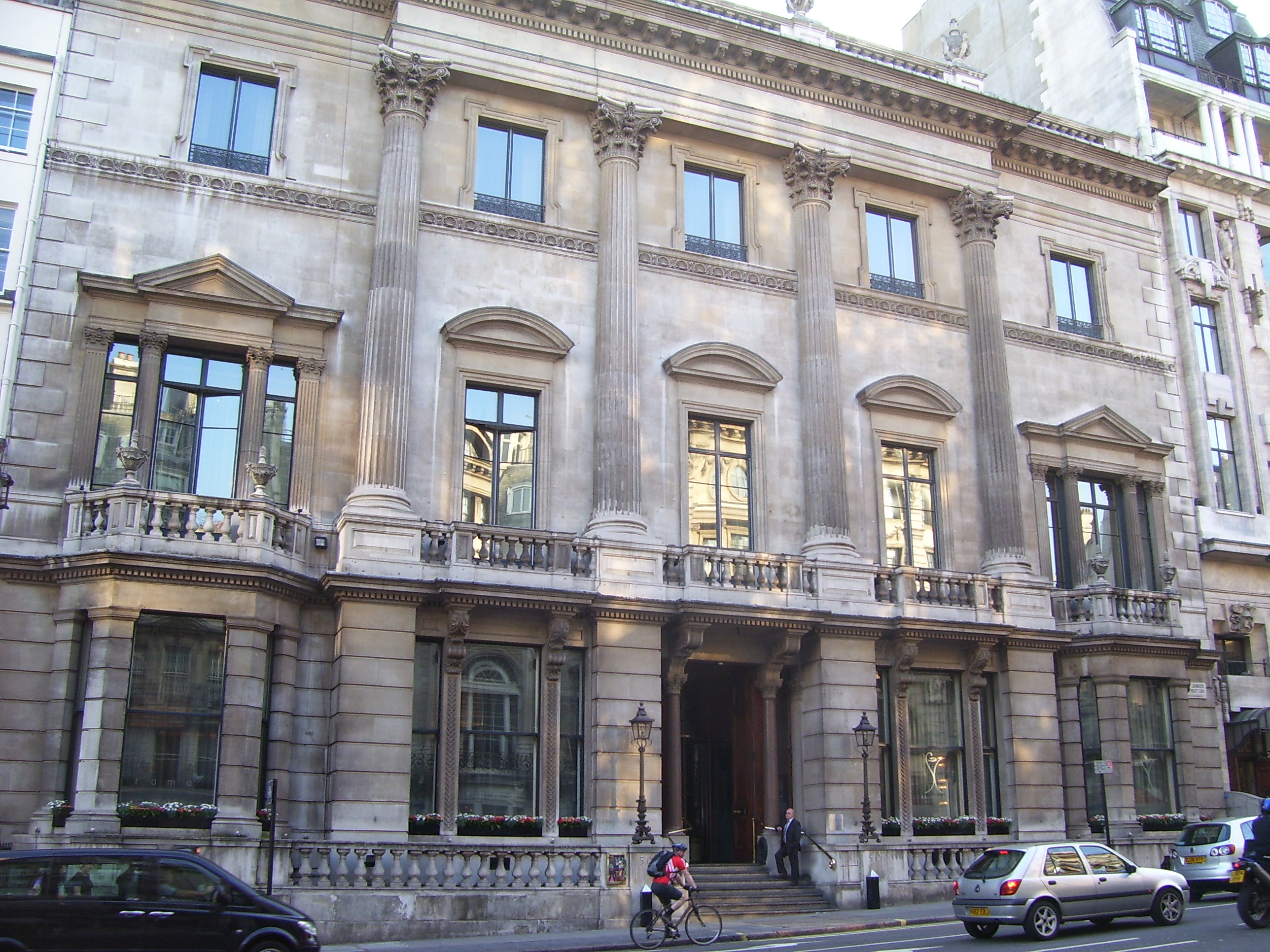
Crockford’s Club, London; zusammen mit seinem Bruder Philip Wyatt
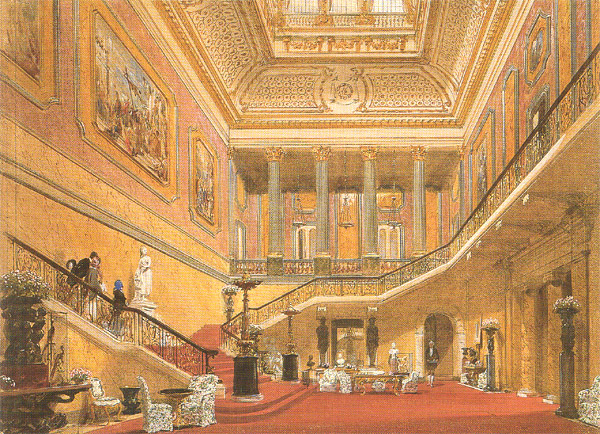
Große Treppe, Lancaster House
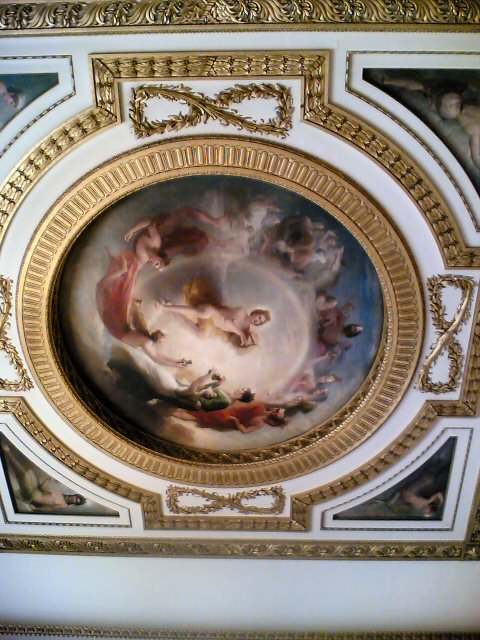
Decke des Südwest-Salons, Lancaster House
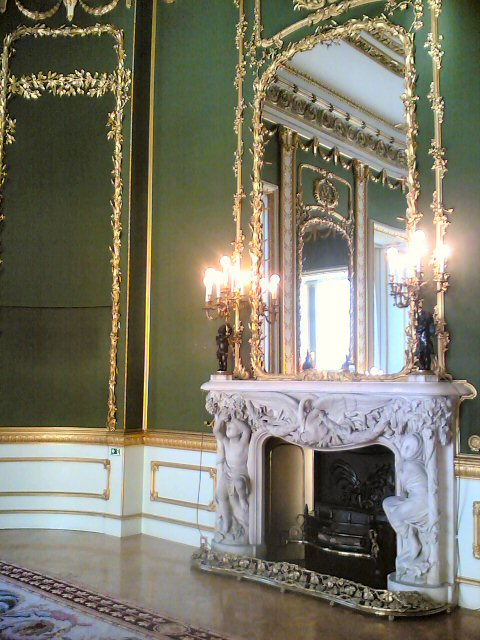
Kamin des Südwest-Salons, Lancaster House